# Аларих II
Аларих II (на латински: Alaricus; Alarich II, Alaric II; * 460 † 507 във Vougle) е крал на вестготите от 484 г. до 507 г. Той е наследник на баща си Ойрих. Майка му е Рагнахилд, кралска дъщеря от непознато племе. Женен е за Теудигота, остготска принцеса, дъщеря на Теодорих Велики от неизвестен брак в Мизия.
Аларих II и Теудигота имат син:
- Амалрих или Амаларих (502 † 531)

Извънбрачно Аларих II има син:
- Гезалех

Кралството на Аларих обхваща не само целия Иберийски полуостров (с изключение на Галиция), а и Аквитания и голяма част от Прованс, (Франция). Аларих е арианец и отслабва строгата политика на преследвания на баща си спрямо католиците. През 506 г. дори им позволява да проведат църковен събор в Агде, (в Южна Франция).
Той образува комисия, която да създаде законник за неговите римски жители. Произведението е познато като Breviarium Alaricianum („Lex Romana Visigothorum“).
Аларих води война с франките, чийто крал Хлодвиг I иска да завоюва готската част в Галия. Помощта на краля на остготите и свекър на Аларих, Теодорих Велики, не помага. Двете армии се срещат през 507 г. на Campus Vogladensis при Поатие (Битката при Вуйе). Готите са победени, техният крал по време на бягството заловен и убит, вероятно от самия Хлодовиг.